# Lophophorus impejanus
Il lofoforo splendido (Lophophorus impejanus (Latham, 1790)), anche lofoforo himalayano, lofoforo dell‘Himalaya, monal dell'Himalaya o monal himalayano è un uccello della famiglia Phasianidae. È l'uccello nazionale del Nepal e dell'Uttarakhand.

## Descrizione

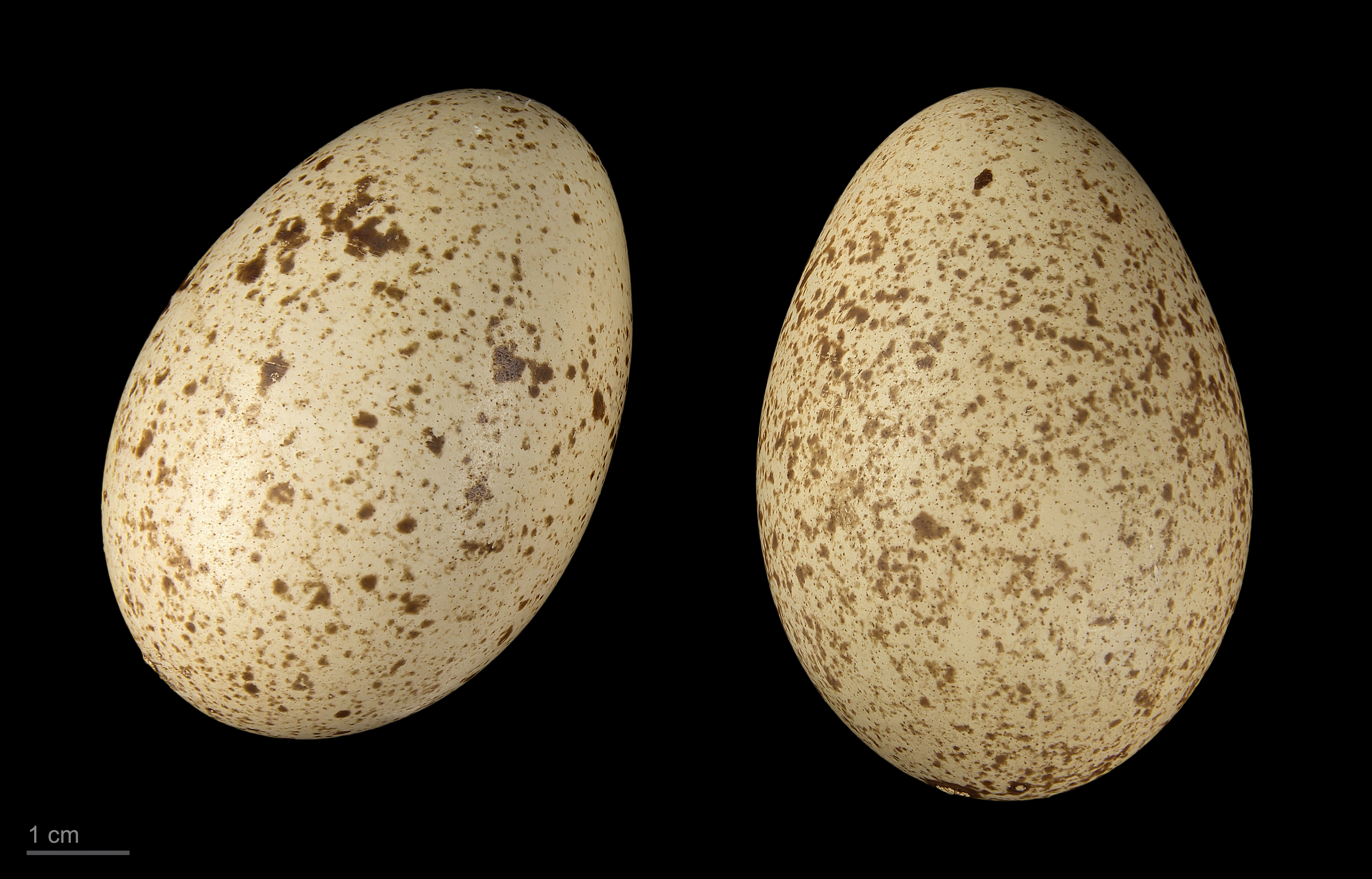
Lophophorus impejanus

Si tratta di un uccello di dimensioni relativamente grandi, è infatti lungo circa 70 cm e pesa intorno ai 1980- 2150 g. I maschi adulti hanno una cresta a ciuffo di color verde e un piumaggio multicolore su tutto il corpo (in particolare il collo è rosso rame), hanno una macchia bianca sul dorso, la coda è fulva con le punte nere. Le femmine, come tutti i lofofri e molti dei fagianidi, sono meno sgargianti: la parte superiore di queste è infatti di color marrone e nero; il collo presenta una striscia bianca così come le penne della coda. Gli immaturi assomigliano alle femmine.

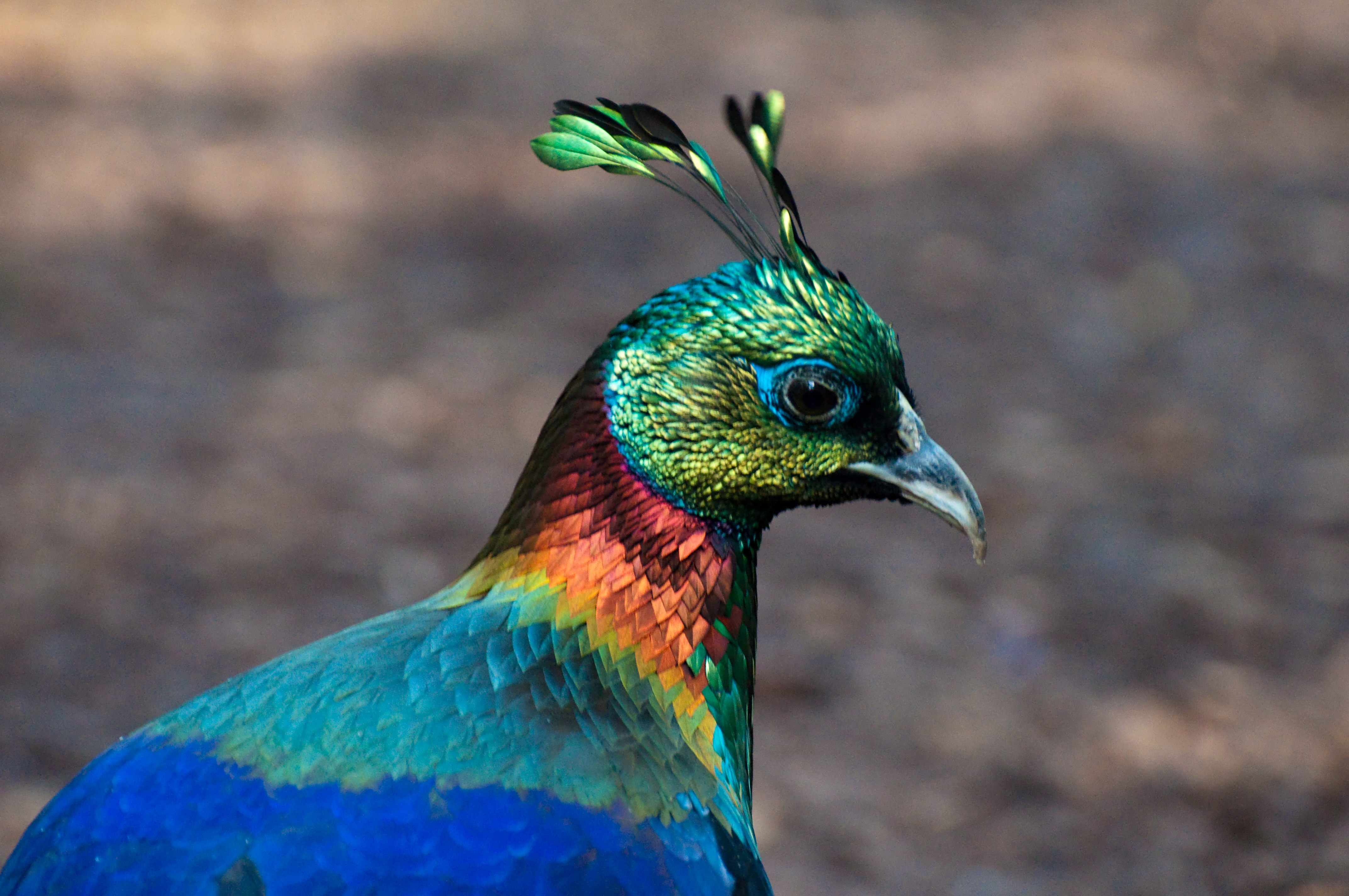
Esemplare maschio

## Distribuzione e habitat
La sua area di distribuzione naturale si estende dalla parte orientale dell'Afghanistan fino all'Himalaya passando dalle regioni del Kashmir del nord, del Pakistan, dell'India (stati di Himachal Pradesh, Uttarakhand, Sikkim e Arunachal Pradesh), del Nepal, del Tibet e del Bhutan meridionale. C'è anche una relazione della sua presenza in Birmania. Occupa sia boschi di conifere che pendii erbosi, che si trovino tra i 2400 – 4500 metri, e sono concentrati per lo più fascia compresa tra 2700 – 3700 metri. Alcuni studi hanno rilevato una migrazione altitudinale nella quale, questi Lofofori, raggiungono quota 2000m per trascorrere l'inverno. Essi, tuttavia, tollerano la neve e sono stati osservati mentre vi scavavano per cercare le radici, tuberi e ed  invertebrati di cui si nutrono.

## Biologia
Questa specie di lofofori si riproduce tra il mese di aprile e quello di maggio deponendo dalle 5 alle 14 uova che la femmina cova per circa 28 giorni. Durante la stagione riproduttiva formano delle coppie, mentre d'inverno preferiscono stare in gruppo.

## Tassonomia
Il Lofoforo himalayano è stato classificato come unica specie, tuttavia, alcuni studi hanno dimostrato che i maschi di lofoforo himalayani del nord-ovest dell'India non hanno la groppa bianca che gli altri hanno ed inoltre hanno il petto più verde; ciò indica la possibilità di una sottospecie.

## Riferimenti nella cultura di massa
- Nel film del 2009 Up dell Disney-Pixar, il grande uccello tropicale "Kevin" è basato sul aspetto di un maschio di lofoforo splendido dello zoo di Sacramento.
- La band scozzese Mogwai ha composto una canzone dal titolo Danphe and the Brain ovvero Il lofoforo (splendido) e il cervello nel loro album The Hawk is Howling.
- Il lofoforo splendido è anche uno degli animali cacciabili nel videogioco del 2014 Far Cry 4.